# 토마스 기념교회
토마스 기념교회는 1932년 중국에서 활동하던 토마스 목사 죽었던 대동강 변에 세운 교회이다.

## 특징
대동강 변에 있던 T자 형태 건물이었다.

## 같이 보기
- 로버트 저메인 토마스
- 새뮤얼 오스틴 모펫
- 제너럴셔먼호 사건
- 조선그리스도교련맹
- 평양과학기술대학